# Asociación de pilotos y propietarios de aeronaves

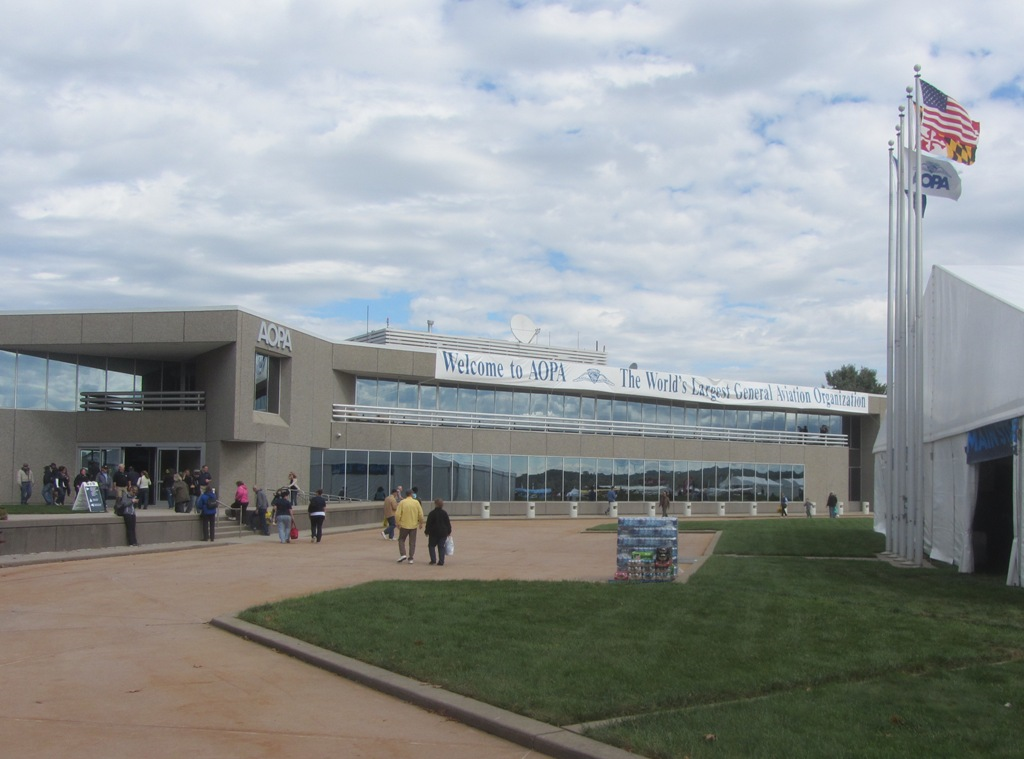
Sede central de AOPA

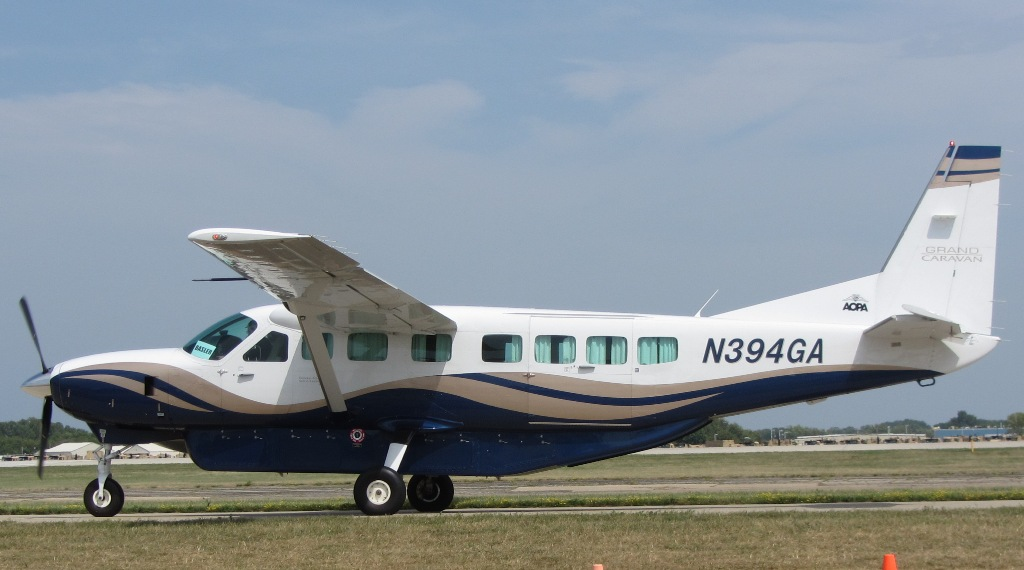
Cessna Grand Caravan que pertenece a AOPA

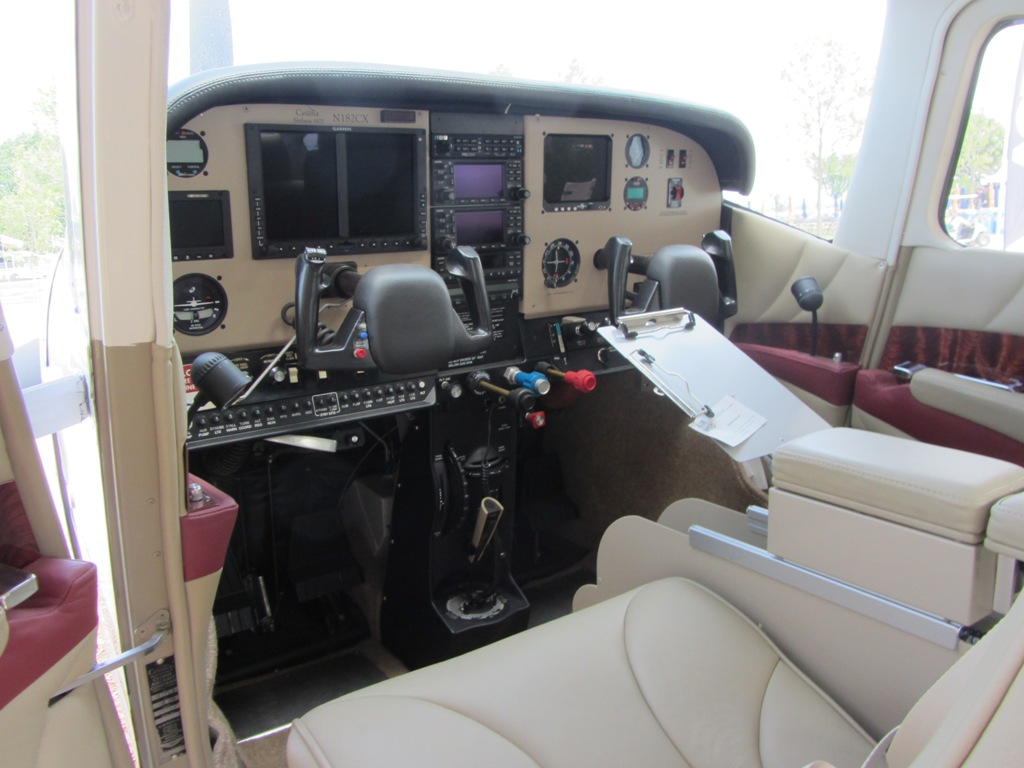
Cabina de una Cessna 182 que apareció en diversas publicaciones de AOPA en 2011

La Asociación de pilotos y propietarios de aeronaves (AOPA en inglés) es una asociación sin ánimo de lucro con base en Frederick (Maryland), en Estados Unidos de América, que aboga y defiende los intereses de la aviación general.
La organización se inició en el aeródromo Wings Field, en Blue Bell (Pensilvania), siendo fundada el 24 de abril de 1932 en dicho aeródromo. Este nuevo club fue la sede para las reuniones de los miembros que fundarían AOPA. El primer presidente de AOPA, C. Towsend Ludington, fue elegido el 15 de mayo de 1939. La gran mayoría de los miembros de AOPA son pilotos de aviación general en Estados Unidos.
El propósito de AOPA es servir y defender los intereses de sus miembros, como pilotos y dueños de aeronaves, así como promover la economía, la seguridad, la utilidad y popularizar el uso de la aviación general. En 1971, la organización compró Airport World Magazine, trasladando así sus operaciones a Bethesda, Maryland.
En 2012 contaba ya con 384.915 miembros, siendo AOPA la asociación aérea más grande del mundo, pese a que en 2010 su masa social decreció un 7% en dos años desde los 414.224 miembros con los que contaba. AOPA tiene afiliación con otras asociaciones que defienden un propósito similar en otros países, a través de IAOPA, una asociación sin ánimo de lucro, fundada en 1982, que defiende los intereses de la aviación general internacionalmente.
En 2016, AOPA fue incluida en el Salón de la Fama Internacional del Aire y el Espacio que se encuentra en el Museo aeroespacial de San Diego, en California.

## Programas
AOPA tiene varios programas de actuación: 
- Fundación AOPA, es la organización sin animo de lucro de AOPA.[11] La fundación tiene cuatro objetivos: mejorar la seguridad en la operación de la aviación general (en colaboración con su división de seguridad aérea llamada Air Safety Institute), ayuda al crecimiento de la comunidad de pilotos, preservar y mejorar la comunidad y red de aeropuertos de aviación general y por último, promover una imagen positiva de la aviación general.[12]
- Comité de acción política de AOPA, para los miembros de AOPA. Representa y traslada los intereses de la aviación general al Congreso de Estados Unidos así como a las autoridades estatales y locales.[13]
- Aviación general en America, este programa fue creado para la promoción y divulgación de la aviación general entre el público en EE. UU.[14]
- Servicios legales y de protección de pilotos, división de AOPA, creada en junio de 1983 que proporciona a sus miembros con asesoría y defensa legal contra posibles cargos de la FAA. También ayuda a sus miembros a obtener los certificados médicos necesarios para poder volar. Esta asesoría solo está disponible para miembros de AOPA y requiere un pago extra a la cuota normal de AOPA.[15]
- Air Safety Institute (anteriormente conocida como Air Safety Foundation) es una organización sin ánimo de lucro separada de AOPA que promociona y aboga por la seguridad así como la preparación de pilotos a través de cursos, educación, investigación, análisis y divulgación de información.[16]

## Eventos
AOPA organiza jornadas de puertas abiertas en su sede de Frederick (Maryland), promociona y organiza sus propios Fly-in, reuniones de pilotos que vuelan hasta un determinado aeropuerto para un evento social que van desde comidas, hasta eventos de varios días con charlas, campeonatos, como por ejemplo el que se organiza anualmente en Oshkosh (Wisconsin).
El primer evento anual organizado por AOPA empezó en 1991 con 125 aeronaves. En 2001, la participación alcanzó los 760 aviones, aunque este evento fue cancelado durante los 5 años posteriores debido a los atentados del 11 de septiembre de 2001 en EE. UU, en 2006 los eventos se reanudaron.